# Patricia Bath
Patricia Era Bath (4 de noviembre de 1942, Harlem, Manhattan, Ciudad de Nueva York-30 de mayo de 2019) fue una oftalmóloga, inventora, humanista y académica estadounidense. 
Fue la primera mujer miembro del Instituto del ojo Jules Stein, primera mujer en dirigir un programa de posgrado en oftalmología, y primera mujer elegida empleada honoraria del Centro Médico UCLA (honor otorgado después de su jubilación). Bath fue la primera persona negra como residente en oftalmología en la Universidad de Nueva York. Fue también la primera mujer negra ejerciendo como cirujana en el Centro Médico UCLA. 
Bath fue la primera doctora afroamericana en recibir una patente con propósito médico. Era titular de cuatro patentes, también fundó el Instituto americano para la Prevención de Ceguera, sin ánimo de lucro, en Washington D. C. Entre sus inventos, destaca por haber sido la creadora del Laserphaco Probe, un instrumento para el tratamiento láser de cataratas.

## Formación y primeros años
Nacida el 4 de noviembre de 1942, en Harlem, Nueva York, Bath era hija de Rupert y Gladys Bath. Su padre era un inmigrante de la colonia británica de Trinidad, columnista, un marino mercante y la primera mujer negra que trabajó para el Metro de la Ciudad de la Nueva York como maquinista. Su padre inspiró su amor por la cultura y le animó a explorar culturas diferentes. Su madre descendía de esclavos africanos. Decidió ser ama de casa mientras sus hijos eran pequeños, y más tarde se dedicó al servicio doméstico para ayudar a financiar su educación. Bath asistió al Instituto Charles Evans Hughes donde ella destacó rápidamente, obteniendo su diploma en solo dos años y medio.
Inspirándose en las obras en medicina de Albert Schweitzer, Bath solicitó y ganó una Beca de la Fundación Nacional de Ciencia mientras asistía al instituto; esto le llevó a un proyecto de investigación en Universidad Yeshiva y el Hospital Central de Harlem que estudiaba las conexiones entre cáncer, nutrición y estrés. El responsable del programa de investigación se dio cuenta la importancia de sus hallazgos y los publicó en un artículo científico. En 1960, siendo todavía adolescente, ganó el "Premio al Mérito" de la revista Mademoiselle por su contribución al proyecto.
Bath recibió el Bachelor of Arts en química del Hunter College de Manhattan en 1964. Se trasladó a Washington D. C. para asistir la Universidad de Medicina Howard College para recibir su doctorado en 1968. Durante su tiempo en Howard, fue presidenta de la Asociación Médica Nacional Estudiantil y colaboradora de los Institutos Nacionales de Salud y el Instituto Nacional de Salud Mental.
Bath fue interna en el Hospital Central de Harlem, posteriormente sirviendo como especialista en la  Universidad de Columbia. Viajó a Yugoslavia en 1967 para estudiar la salud infantil, observando que la práctica de cuidado de ojo era desigual entre minorías raciales y la población pobre; posteriormente percibió la mayor incidencia ceguera entre sus pacientes negros y pobres. Decidió que  abordaría este asunto, y persuadió a sus profesores de Columbia para operar apacientes ciegos, sin cargo, en el Hospital Central de Harlem, el cual no había ofrecido hasta entonces cirugía ocular. Bath fue pionera en todo el mundo en la disciplina de "oftalmología comunitaria", desarrollada por voluntarios, que facilita los cuidados oculares necesarios a las poblaciones desfavorecidas.
Fue residente en oftalmología en la Universidad de Nueva York entre 1970 y 1973, siendo la primera afroamericana en este rol.

## Carrera
Después de completar su educación, Bath ejerció brevemente como profesora ayudante en el Instituto del  OjoJules Stein, en UCLA y en la Universidad de Medicina y Ciencia Charles R. Drew antes de ser la primera mujer en la facultad del Instituto del Ojo. En 1978, Bath cofundó el Instituto Americano para la Prevención de Ceguera, del cual fue presidenta. En 1983, llegó a ser la responsable de una residencia en su campo en Charles R. Drew, la primera mujer en encabezar tal departamento. En 1993, se retiró de UCLA, que posteriormente la nombró como primera mujer de su personal honorífico.
Ejerció como profesora de Oftalmología en la Escuela Universitaria de Medicina Howard y como profesora de Telemedicina y Oftalmología en la Universidad St. Georges. Estuvo entre los cofundadores del programa de formación de oftalmología del Centro Médico King-Drew.
Bath impartió conferencias internacionalmente y fue autora de más de 100 artículos científicos.

## Inventos
Bath fue titular de cuatro patentes en los Estados Unidos. En 1981, concibió la sonda Laserphaco, un dispositivo médico que mejora el uso del láser para eliminar cataratas, y "para ablación y extracción de lentes para catarata". El dispositivo se completó en 1986, después de que Bath investigara en láseres en Berlín, y lo patentó en 1988, convirtiéndola en la primera afroamericana en recibir una patente para uso médico. El dispositivo —que disuelve la catarata con un láser rápidamente y casi sin dolor, irriga y limpia el ojo y permite la fácil inserción de una nueva lente— se utiliza internacionalmente para tratar esta dolencia. Bath continuó mejorando el dispositivo y restauró con éxito la visión de personas incapacitadas durante décadas.
Tres de las cuatro patentes de Bath están relacionadas con la sonda Laserphaco. En 2000, le fue concedida una patente por un método ideado para utilizar la tecnología de ultrasonidos en el tratamiento de las cataratas.

## Honores
Bath recibió honores de dos de sus universidades. El Hunter College la ha colocado su en su "sala de la fama" en 1988 y la Universidad Howard la nombró "Pionera de la Universidad Howard en Medicina Académica" en 1993. Se publicó un libro ilustrado sobre su vida y el trabajo en ciencia estuvo publicado en 2017, que fue citado tanto por la  Asociación Nacional de Profesores de Ciencia y como por la lista de la biblioteca Pública de Chicago de los mejores libros infantiles del año.